# Bahtera Makmur
Bahtera Makmur is een bestuurslaag in het regentschap Rokan Hilir van de provincie Riau, Indonesië. Bahtera Makmur telt 12.447 inwoners (volkstelling 2010).